# Łętowo (Sławno)
Łętowo (deutsch Lantow, Kreis Schlawe/Pommern) ist ein Dorf ganz im Osten der polnischen Woiwodschaft Westpommern und gehört zur Landgemeinde Sławno (Schlawe) im Powiat Sławieński (Schlawer Kreis).

## Geographische Lage
Das alte Bauerndorf liegt in Hinterpommern, unmittelbar am Nordwestufer des landschaftlich besonders reizvollen  Lantower Sees (poln. Jezioro Łętowo),  etwa zwölf Kilometer südöstlich von Sławno (Schlawe).
Das Lantower See hat eine Wasserfläche von 400 Hektar. Der kleine Bach, der – ehemals Kuhbach genannt – durch den Ort fließt, entwässert den See zur Wipper (poln. Wieprza).
Nachbarorte von sind: Janiewice (Jannewitz) im Westen, Żukowo (Suckow) im Norden, Korzybie (Zollbrück) im Nordosten, Osieki (Wusseken) im Osten, Kępice (Hammermühle) und Warcino (Varzin) im Süden – die letzteren drei bereits in der Woiwodschaft Pommern gelegen.
Die flachwellige Landschaft, die zum See leicht abfällt, liegt auf etwa 50 Metern über NN.

## Geschichte

Lantow und Lantower See, nordnordwestlich von Rummelsburg, auf einer Landkarte von 1915 (obere linke Bildecke)

Der älteste bekannte Besitzer von Lantow (plattdeutsch: Lante) war der Johanniterorden. Im Jahre 1321 wurde auf Anordnung des Vizeordensmeisters Gerhard von Bortfeld das Dorf an die Familie von Massow verkauft. Um 1410 wird Henning III. von Massow auf Lantow und Suckow (Żukowo) genannt. In der letzten Hälfte des 17. Jahrhunderts mussten die Massows das Dorf aufgeben. Es kam an die Familie von Zitzewitz, von denen es vor 1690 Adam von Podewils auf Krangen erwarb, gemeinsam mit Jannewitz. 1719 teilten die von Podewils innerhalb der Familie ihren großen Besitz im Schlawer Land auf.
1784 hatte Lantow 1 Vorwerk, 6 Bauern, 3 Kossäten, 1 Schulmeister und 1 Holzwärter bei insgesamt 23 Feuerstellen.
Im Jahre 1844 erbte der spätere Graf Werner Georg Adam von Blumenthal Lantow mit den Nachbargütern über seine Frau, eine geborene von Podewils. 1874 verkauft deren Sohn Werner Graf von Blumenthal die Herrschaft an die Fürsten von Hohenzollern-Sigmaringen. 
Am 1. April 1927 hatte der Gutsbezirk Lantow eine Flächengröße von 1729 Hektar, und am 16. Juni 1925 hatte der Gutsbezirk 152 Einwohner.  Am 30. September 1928 wurde der Gutsbezirk Lantow in die Landgemeinde Lantow eingegliedert.
1931 gab die Fürstlich Hohenzollernsche Verwaltung landwirtschaftliche Flächen an die Pommersche Landgesellschaft zur Aufsiedelung ab, darunter Lantow mit 250 Hektar. Hier entstanden durch Neuansiedlung sechs und durch Umbauten der Gutsgebäude noch einmal zwölf Siedlerstellen.
Um 1935 hatte Lantow u. a. einen Gasthof, zwei Fischhandlungen, einen Gemischtwarenladen und eine Stellmacherei. Im Jahr 1939 hatte die Landgemeinde 339 Einwohner.
Bis 1945 gehörte Lantow mit Jannewitz, Qäsdow und Suckow zum Amts- und Standesamtsbezirk Suckow im Landkreis Schlawe i. Pom. im Regierungsbezirk Köslin der preußischen Provinz Pommern des Deutschen Reichs. Der Amtsbezirk lag im Amtsgerichtsbereich Schlawe.
Gegen Ende des Zweiten Weltkriegs drang am  7. März 1945 die Rote Armee in Lantow ein. Viele Einwohner wurden verschleppt. 
Anschließend wurde Lantow zusammen mit ganz Hinterpommern von der Sowjetunion der Volksrepublik Polen zur Verwaltung überlassen. Es begann danach allmählich die Zuwanderung von Polen. Im Laufe des Jahres 1946 übernahmen Polen die Höfe. In der Folgezeit wurde die einheimische Bevölkerung von der polnischen Administration aus dem Kreisgebiet vertrieben.
Der Ortsname wurde zu „Łętowo“ polonisiert.

### Ortsgliederung vor 1945
Zur Gemeinde Lantow gehörten bis 1945 zwei Wohnplätze:
1. Suckow (Bahnhof), Bahnhof mit Wohnungen für Bahnbedienstete an der Reichsbahnstrecke Schivelbein – Zollbrück unmittelbar am nordöstlichen Ortseingang von Lantow,
2. Suckow (Oberförsterei), Fürstlich Hohenzollernsches Forstamt, von dem aus die Verwaltung der Forsten erfolgte, 200 Meter nördlich der von Suckow heranführenden Straße westlich der Bahnlinie. Von hier aus wurden 4200 Hektar Liegenschaften verwaltet, darunter 3269 Hektar Holzungen.

## Kirche

### Kirchspiel bis 1945
Vor 1945 war die Bevölkerung von Lantow überwiegend evangelischer Konfession. Das Gotteshaus war die Dorfkirche Suckow, denn Lantow gehörte mit Jannewitz, Quäsdow und Suckow zum Kirchspiel Suckow, das im Kirchenkreis Schlawe der Kirchenprovinz Pommern der Kirche der Altpreußischen Union lag. Letzter deutscher Geistlicher war Pfarrer Erich Mett.
Das katholische Kirchspiel war in Pollnow.

### Kirchspiel seit 1946
Die seit 1945 und Vertreibung der Einheimischen hier lebenden Polen sind größtenteils römisch-katholischer Konfession. Nach 1945 gehörten die katholischen Polen zunächst zum polnischen Kirchspiel der beschlagnahmten St.-Antonius-Kirche in Schlawe. 1957 jedoch wurde Żukowo eine selbständige polnische Pfarrgemeinde, der Łętowo angeschlossen war. Die Parochie Żukowo gehört heute zum Dekanat Sławno im Bistum Köslin-Kolberg der Katholischen Kirche in Polen. 
Hier jetzt lebende evangelische Kirchenglieder sind dem Pfarramt in Koszalin (Köslin) der Diözese Pommern-Großpolen in der Evangelisch-Augsburgischen Kirche in Polen zugeordnet.

## Schule
Das Gebäude der Volksschule von Lantow lag in der Dorfmitte. Die Zahl der zu unterrichtenden Kinder belief sich auf über 60. Alle Kinder waren in einem Klassenraum untergebracht. Letzter deutscher Lehrer vor 1945 war Ewald Winter.

## Verkehr
Łętowo  ist über die Woiwodschaftsstraße 205 in Richtung Bobolice (Bublitz) über den Abzweig Pomiłowo (Marienthal) und Gwiazdowo (Quäsdow) und Żukowo (Suckow) zu erreichen. 
Bis 1945 bestand über die – in Lantower Feldmark gelegene – Bahnstation Suckow Anschluss an die Bahnstrecke Schivelbein (Świdwin) – Zollbrück (Korzybie). Und ebendieses Korzybie ist heute die nächstgelegene Bahnstation am Kreuzungspunkt der PKP-Linien Nr. 212 (Korzybie – Lipusz (Lippusch)), Nr. 405 (Piła (Schneidemühl) – Ustka (Stolpmünde)) und Nr. 418 (Korzybie–Darłowo (Rügenwalde)), wobei nur noch die von Piła nach Ustka betrieben wird.